# X2: The Threat
X2: The Threat is een computerspel dat uitgebracht is in 2003 door Egosoft voor Windows, Linux en Mac OS X. Het ruimtevaartsimulatiespel is onderdeel van de X-serie en is de opvolger van X: Beyond the Frontier.
In het simulatiespel moet de speler zijn kunsten trainen om de ruimteschepen door een linie van kwaadaardige buitenaardse wezens te loodsen. In het spel speelt men als piraat Julian Gardna, die het opneemt tegen de Khaak. Er zijn 60 bestuurbare schepen en het spel heeft meerdere open eindes.
Op Metacritic, een recensieverzamelaar, heeft het spel een score van 72%.